# موريس دينهام
ويليام موريس دينهام (23 ديسمبر 1909 - 24 يوليو 2002) هو ممثل إنجليزي ظهر في أكثر من 100 فيلم وبرنامج تلفزيوني في حياته المهنية الطويلة.

## النشأة
ولد دينهام في 23 ديسمبر 1909 في بيكنهام، كنت، ابن إليانور وينيفريد ونورمان دينهام.  كان الطفل الثالث من بين أربعة: نورمان كيث (1907)، وينيفريد جوان (1908)، وتشارلز (1915). تلقى تعليمه في مدرسة تونبريدج وتدرب كمهندس مصاعد. 
في عام 1936، تزوج إليزابيث دن، وأنجب منها ولدان وبنت: كريستوفر (مواليد 1939)، تيموثي (مواليد 1946) وفيرجينيا (مواليد 1948). توفيت إليزابيث عام 1971. 
حصل على رتبة الإمبراطورية البريطانية عام 1992. توفي في 24 يوليو 2002 عن عمر يناهز 92 عامًا في دنفيل هول في شمال لندن.  

## روابط خارجية
- [http://www.imdb.com/name/nm0219062/ Maurice Denham

] في قاعدة بيانات الأفلام على الإنترنت
- أدرجت العروض المسرحية لموريس دينهام في أرشيف مجموعة مسرح جامعة بريستول